# ESTRACK

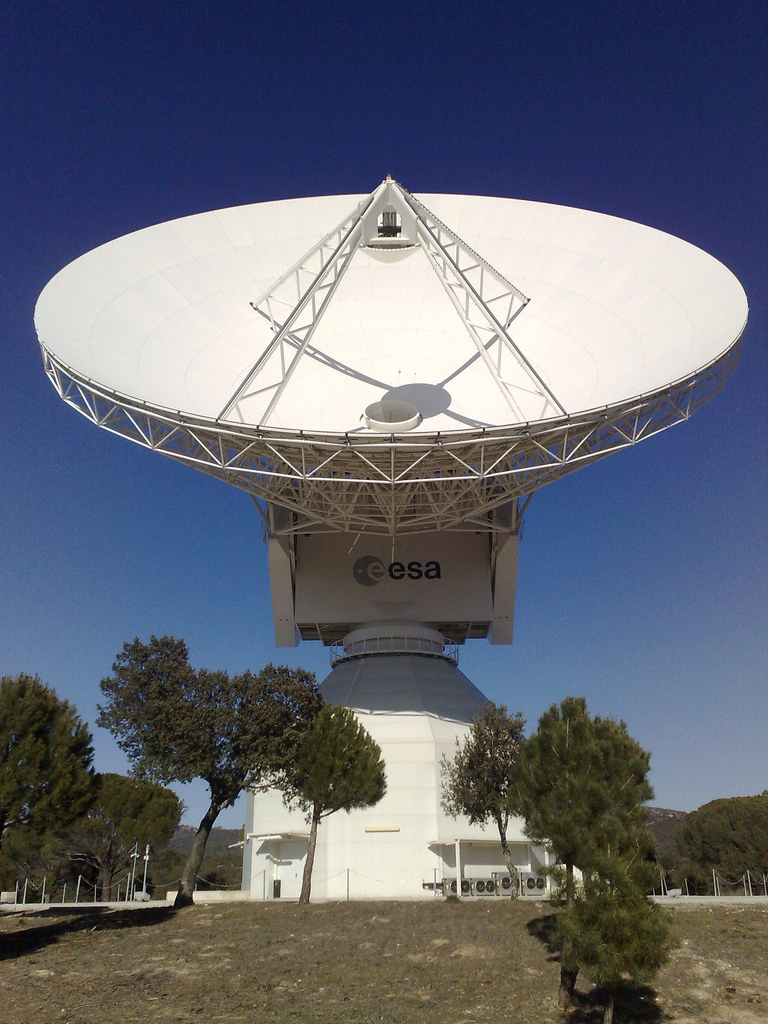
Die 35-m-Antenne des ESTRACK Deep Space Netzwerks (DSA 2), 2010, in Cebreros, Spanien

Unter dem Namen ESTRACK (ESA tracking stations) betreibt die Europäische Weltraumorganisation (ESA) ein Netz von Funkstationen, die zur Kommunikation mit Satelliten und Raumsonden und zur Unterstützung von Raketenstarts dienen. Durch weltweite Verteilung der Stationen ist gewährleistet, dass ein Raumfahrzeug stets mit mindestens einer Station Funkverbindung aufnehmen kann. Drei Stationen befinden sich in Europa, eine in Australien, zwei auf dem südamerikanischen Kontinent und eine mitten im Atlantik.
ESTRACK kann alle Aufgaben der modernen Raumfahrt bewältigen: Satellitentracking, Unterstützung von Raketen in der Startphase, Ranging, Positionsbestimmung, Deep-Space-Kommunikation, Laserkommunikation, bis hin zu den kritischen Bahnmanövern bei innerplanetaren Missionen. Dienste dieser Art werden dabei auch für andere Weltraumorganisationen angeboten.
Zu den Raumfahrtmissionen, die über ESTRACK gesteuert wurden oder noch werden, zählen u. a. Herschel, Planck, Venus Express, Mars Express, ExoMars, Rosetta, Gaia, BepiColombo, LISA Pathfinder, Solar Orbiter, Euclid, JUICE, Aditya-L1 und zahlreiche wissenschaftliche Satelliten.

## Bodenstationen
Die Anfänge reichen zurück in die Zeit von ESRO, dabei wurden zunächst bestehende Einrichtungen der Mitgliedsstaaten zu einem Netzwerk verbunden. ESTRACK besteht heute im Kern aus sieben Bodenstationen, die die Raumfahrzeuge mit dem Europäischen Raumflugkontrollzentrum (ESOC) in Darmstadt verbinden. Vier Tracking-Stationen in Kourou, Kiruna, Redu und Santa Maria mit kleinen Antennendurchmessern bis zu 15 Metern sind zur schnellen Verfolgung von Raumfahrzeugen in der Startphase und in erdnahen Umlaufbahnen. In neuerer Zeit wurden drei sogenannte Launcher Tracking Stations aufgebaut. Diese Antennen können schnell rotieren und ihr Ziel in sehr kurzer Zeit erfassen und orten. Dazu gehört NNO-2 in New Norcia mit 4,5 Metern Durchmesser, dazu in Santa Maria SMA-1 mit 5,5 Metern und MAL-X in Malindi. Die Station in Malindi reicht zurück in die Anfänge der Italienischen Weltraumorganisation und wurde von der ESA mit einer 2-Meter Schüssel erweitert, um Raketenstarts und Satelliten in äquatornahen Bahnen zu unterstützen.
Drei Deep-Space-Stationen für Kommunikation in den tiefen Raum sind mit 35-Meter-Antennen ausgerüstet. Das Netzwerk kann die LEOP (Launch and Early Orbit Phase) nach Raketenstarts vom Centre Spatial Guyanais in Kourou überwachen. Während der Starts sind die Trackingeinrichtungen Galliot und Diane des CNES in Kourou zusätzlich in Betrieb. Die Optical Ground Station auf Teneriffa wurde bisher nur zeitweise im Testbetrieb für Laserkommunikation betrieben und wird sonst regelmäßig zur Bahnbestimmung von Satelliten und Weltraumschrott für die Zwecke der Weltraumsicherheit eingesetzt.
Als erste Antenne des Netzwerks wurde 1975 eine 15-m-Antenne in Villafranca bei Madrid gebaut. Nach 42 Einsatzjahren bei der ESA wurde sie 2017 an einen kommerziellen Betreiber abgegeben.

## Deep Space Antennas (DSA)
1998 beschloss die ESA, ein eigenes Netzwerk von Deep-Space-Stationen für „Einsätze im tiefen Weltraum“ (englisch deep space missions) mit 35-m-Parabolantennen aufzubauen, um mit geplanten interplanetaren Missionen Schritt zu halten und nicht mehr abhängig vom Deep Space Network (DSN) der NASA zu sein. Dabei wurden drei Stationen mit 35-m-Antennen im Abstand von jeweils rund 120° Länge über den Globus positioniert, sodass trotz der Erdrotation eine kontinuierliche Kommunikation mit weit entfernten Raumfahrzeugen möglich ist. Zwei der drei Stationen befinden sich auf der Südhalbkugel und ergänzen so die zahlreichen Deep-Space-Antennen diverser anderer Weltraumagenturen, die die Nordhalbkugel bereits gut abdecken. Alle drei Antennen sind Cassegrain-Beam-Waveguide-Antennen, bei denen die empfangenen Signale über ein Loch im Primärspiegel und diverse Reflektoren in den Unterbau der Antenne geleitet werden, wo sich die entsprechenden Empfänger und Sender befinden.
Zur hochpräzisen Zeiterfassung sind die Anlagen mit einer Wasserstoff-Maser-Atomuhr ausgestattet. Alle Stationen unterstützen Delta DOR (Delta Differential One-way Range), eine Technologie zur präzisen Ortsbestimmung eines Raumfahrzeugs, mit der die Position mittels zweier Antennen auf 1 Meter genau und die Geschwindigkeit bis auf 0,1 mm/s bestimmt werden kann, und verfügen über GPS-TDAF (GPS Tracking and Data Analysis Facility) zur genauen Positionsbestimmung. Alle Antennen verfügen über 2-kW- und 20-kW-Sendeanlagen und haben eine unterbrechungsfreie Stromversorgung für den Fall, dass das öffentliche Stromnetz ausfällt. Die anfänglich vorhandenen Empfänger wurden auf −258 °Celsius gekühlt, dadurch wird die Leistung der 35-m-Antennen soweit verbessert, dass sie der von ungekühlten 40-m-Antennen entspricht. Alle Stationen sind mit Anlagen zur Radioastronomie ausgestattet und können sich an der radioastronomischen Forschung z. B. mittels VLBI beteiligen, solange sie nicht für Raumfahrtmissionen benötigt werden. Die Teilnahme an VLBI ist außerdem notwendig für die hochpräzise Messung der Antennenposition bis in den Bereich von wenigen Millimetern.

Die Gaia-Mission produzierte sehr viele Daten und wäre ohne ein ESA-eigenes Antennennetz nicht möglich gewesen. Die Empfangskapazitäten und die Datenverarbeitung der Stationen wurden eigens für diese Mission aufgestockt. Das entfernteste Signal, das von den DSA empfangen wurde, stammte von der Cassini-Mission aus einem Abstand von 1,44 Milliarden Kilometern. Die Gaia-Mission sendete noch mit 10 MBit/s, die Euclid-Mission soll eine mittlere Datenrate von ca. 75 Mbit/s erreichen, knapp 100 Mbit/s inklusive Fehlerkorrektur. Dementsprechend wurden auch die Antennenanlagen, Einrichtungen und Datennetze weiter ausgebaut.

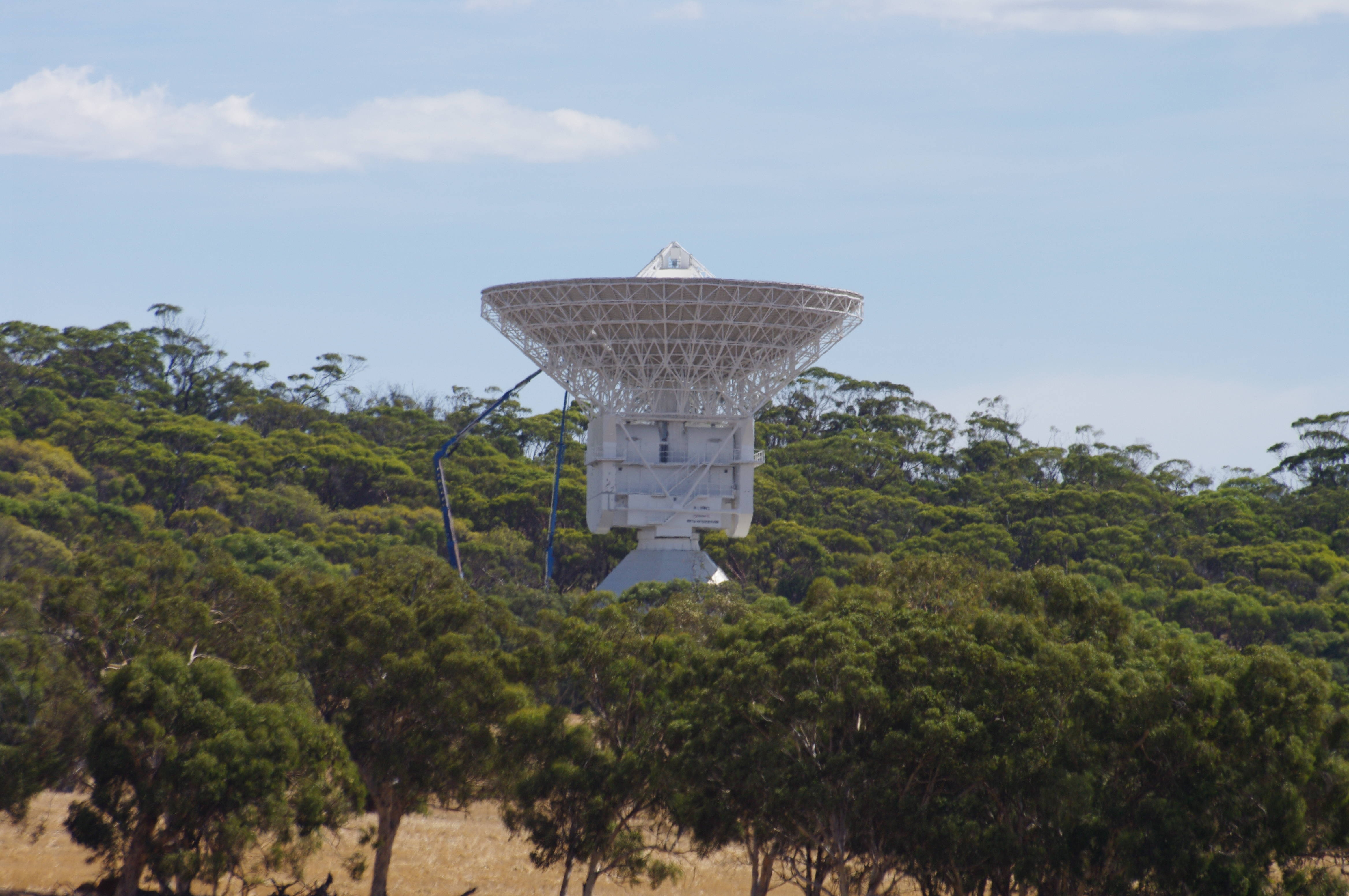
DSA 1 in New Norcia 2010

### New Norcia (DSA 1+4)
Die erste Antenne der Station wurde 2002 in New Norcia in Australien gebaut. New Norcia erhielt ab 2015 eine Photovoltaikanlage, die im August 2017 fertig gestellt wurde. Mit einer Leistung von 250 kW soll sie 470 MWh an elektrischer Energie pro Jahr bereitstellen und etwa 40 % des jährlichen Strombedarfs decken. Ein zweiter Solargenerator mit einer Maximalleistung von 100 kW soll bis 2025 hinzukommen. Am 30. Januar 2020 gelang es der Station in New Norcia zum ersten Mal, mit zwei Missionen – Mars Express und ExoMars Trace Gas Orbiter – gleichzeitig zu kommunizieren. Dabei wurde gleichzeitig auf zwei verschiedenen Frequenzen gesendet.
In New Norcia wird eine vierte 35-Meter-Antenne NNO3 bzw. DSA 4 mit Ka-Band die Empfangskapazitäten weiter erhöhen. Der Empfänger der neuen Antenne wird auf 10 Kelvin (−263 °C) gekühlt, dieses bewirkt je nach Frequenzband eine 40 bis 80 % höhere Datenrate. Der Empfänger stammt vom französischen Unternehmen Callisto Space und wurde speziell für ESA entwickelt. Die Station ist bereits für künftige Erweiterungen vorbereitet, beispielsweise für K-Band Uplink für Mondmissionen im Bereich 22,55–23,15 GHz, ebenso für den neuen starken 80 kW X-Band-Sender für die Notfallkommunikation.
Die Arbeiten wurden im April 2021 angekündigt, danach wurde die Infrastruktur ausgebaut mit einer Straßenverbindung, Strom- und Datenleitungen. Der eigentliche Bau startete offiziell am 16. Juni 2022, die ausführenden Unternehmen sind Thales Alenia Space, Frankreich und Schwartz Hautmont Construcciones Metálicas aus Spanien, das bereits mehrere Großantennen gebaut hat. Im September 2024 wurde der 122 Tonnen schwere Hauptspiegel mit einem mobilen 750-t-Kran montiert. Die neue Antenne soll den regulären Betrieb Ende 2025 aufnehmen für die Unterstützung der BepiColombo, JUICE, Hera, Euclid und Vigil Missionen. Außerdem wird die Station das Nancy Grace Roman Space Telescope unterstützen. Die Station soll außerdem ein Ground Station Monitoring and Control – Common Core (GSMC-CC) System der nächsten Generation erhalten. Zur Erweiterung der Anlage gehört auch der Bau eines neuen Kontrollraums für die drei Antennen. Vom neuen Kontrollraum wurde der ersten Start der Ariane 6 im Juli 2024 mit der Antenne NNO 2 verfolgt.
DSA1 in New Norcia soll wie die anderen Stationen ein Upgrade mit den besser gekühlten Empfängern erhalten.

### Cebreros (DSA2)
Die Station in Cebreros in Spanien wurde 2005 eröffnet und 2017 für den Empfang im Ka-Band aufgerüstet. Im Mai 2021 wurde ein Upgrade der Station in Cebreros abgeschlossen. Der neue X-Band Empfänger ist seitdem auf 10 K heruntergekühlt (−263 °C), das erlaubt eine bis zu 40 % höhere Datenrate im X-Band durch den verbesserten Empfang. Die höhere Empfindlichkeit macht nun außerdem die Unterstützung von Missionen zu Uranus und Neptun möglich. Anfang 2024 erhielt auch der Transceiver im Ka-band eine verbesserte Kühlung auf −263 °C, damit lässt sich das Rauschen der Empfänger reduzieren und die Datenrate um bis zu 100 % erhöhen.

### Malargüe (DSA3)
Die letzte der drei Stationen wurde 2012 in Malargüe eröffnet. Am 19. November 2009 wurde mit dem argentinischen Staat ein Abkommen geschlossen, das den Aufbau und den Betrieb der Station in Malargüe für 50 Jahre zusichert. Das Abkommen verpflichtet den argentinischen Staat zur Bereitstellung von Dienstleistungen wie Straßenanschluss, Wasser-, Strom- und Telekommunikationsleitungen; im Gegenzug werden zehn Prozent der Antennenzeit für nationale wissenschaftliche Projekte bereitgestellt. Von 2017 bis 2019 wurde Malargüe für vier Millionen Euro mit neuer Technik ausgerüstet für eine überarbeitete Signalverarbeitung und zusätzlichen Empfang im 26-GHz-Bereich. Diese Erweiterung im Ka-Band kann die Sonde BepiColombo zusätzlich unterstützen. Die Station in Malargüe bekam 2022 die Verbesserung der Kühlung auf −263 °C (10 K) für X-Band und im Ka-Band.

### Vertrag mit Goonhilly
Der wachsende Bedarf an Antennenkapazitäten führte zu einem Vertrag mit Goonhilly Earth Station Ltd, dem Betreiber der Goonhilly Satellite Earth Station in Cornwall, Vereinigtes Königreich. Dort wurden 9,5 Millionen Euro investiert und damit Antennen und Empfangslagen mit Hilfe der ESA zertifiziert und zu einer kommerziellen Deep-Space-Station ausgebaut. Die 32-Meter-Parabolantenne GHY-6 (Merlin) wurde als erste kommerzielle Deep-Space-Station im S- und X-Band im Juni 2021 eröffnet. Die 30-Meter-Antenne GHY-3 (Guinevere) für X-Band folgte ca. 2022.

## Künftiger Ausbau
Der Ausbau der Antennennetze wird global vor allem in den Frequenzbändern X, K, Ka und Ku vorangetrieben wegen den damit möglichen höheren Datenraten, während der Bedarf für S-Band anteilsmäßig sinkt. Derzeit wird ein 80-kW-Sender für die Deep-Space-Stationen entwickelt, der 2024 einsatzbereit sein soll. Alle Systeme sind bereits für den neuen Sender vorbereitet.[veraltet] Dieser Sender kann dann Missionen bis zu den äußeren Planeten Uranus und Neptun unterstützen.
Aufgrund der steigenden Anzahl an Missionen werden zurzeit auch Studien für eine fünfte Deep-Space-Antenne in Malargüe durchgeführt. Die Antenne soll zum Ende des Jahrzehnts potentiell mit Beteiligung der japanischen Weltraumorganisation JAXA errichtet werden. Für Jaxa würde sich die Himmelsabdeckung für Deep-Space Missionen sehr stark verbessern.
Die Station in Redu wird 2024 an die EUSPA abgegeben, da sie zurzeit ohnehin permanent für das Galileo Satellitennavigationssystem genutzt wird. Für Kiruna gibt es Überlegungen über eine weitere Antenne mit etwa 6 m Durchmesser zum Empfang von Nutzlastdaten der Earth Explorer Missionen im K-Band.

## Antennen des ESTRACK-Netzwerks
| Namensgebender Ort 1                                                    | Bezeichnung   | Spiegel ⌀ (m) | Baujahr     | Up    | Down     | Option   | Erläuterungen |
| ----------------------------------------------------------------------- | ------------- | ------------- | ----------- | ----- | -------- | -------- | --- |
| New Norcia, Australien                                                  | NNO1, (DSA 1) | 350           | 2002        | S, X  | S, X     |          | Beam-Waveguide-Antenne, Gewicht 580 t (31° 2′ 52,8″ S, 116° 11′ 31,2″ O). Seit dem 1. Juni 2019 wird die Station von CSIRO im Auftrag der ESA unterhalten. |
| New Norcia, Australien                                                  | NNO2          | 4,5           | 2015        | X     | S, X     |          | Diese kleine und leichtbewegliche Antenne für schnelles Tracking wurde errichtet, um Aufgaben der Perth-Station zu übernehmen. Die Antenne hat einen erweiterten Sichtbereich, um Objekte in der Startphase zu finden, auch wenn die genaue Position nicht bekannt ist. Sie kann eine Radioquelle lokalisieren und hilft die große Antenne präzise auszurichten. |
| New Norcia, Australien                                                  | NNO3, (DSA 4) | 350           |             | X, Ka | X, K, Ka | K up     | 35-Meter-Antenne im X- und Ka-Band im Bau. Der Betrieb soll Ende 2025 aufgenommen werden. |
| Bodenstation Kiruna in Kiruna, Schweden                                 | KI1           | 150           | 1990        | S     | S, X     |          | Die Station besteht seit 1990 und ist für Satelliten mit polaren Umlaufbahnen zugeschnitten. (67° 51′ 25,2″ N, 20° 57′ 50,4″ O) |
| Bodenstation Kiruna in Kiruna, Schweden                                 | KI2           | 130           | 2000        | S     | S, X     |          | [ 19 ] |
| Europäisches Raumfahrtsicherheits- und Bildungszentrum in Redu, Belgien | RED           | 150           | (1967) 1995 | S     | S        |          | Die Station Redu wurde 1968 in Betrieb genommen und verfügt über ca. 43 bewegliche Antennen in verschiedenen Größen und Frequenzbereichen (S, Ku, Ka, L, C Band), einige davon zu Testzwecken. Die Bodenstation kann als Backup für ESOC dienen und untersucht das Weltraumwetter. In Redu befindet sich ESEC, das European Space Security and Education Centre. Die heutige ESTRACK-Antenne wurde 1995 erbaut, wird aber zurzeit ausschließlich für Galileo genutzt und daher 2024 an die EUSPA übergeben. |
| Cebreros, Spanien                                                       | CEB (DSA 2)   | 350           | 2005        | X     | X, K, Ka | K, Ka up | Höhe 40 m, Gewicht 450 t, Kosten 30 Mio. Euro. (40° 27′ 10,8″ N, 4° 22′ 4,8″ W) Am Standort befand sich zuvor eine Antenne des DSN. |
| Santa Maria, Azoren, Portugal                                           | SMA1          | 5,5           |             |       | S, X     |          | Erste ESTRACK-Station, die vom Weltraumzentrum Guayana startende Raketen mit mittlerer Bahnneigung überwachen kann. Die 15-Meter-Antenne von Perth wurde hier neu aufgebaut, um die Trackingfähigkeiten der Station zu verbessern; sie soll 2018 in Betrieb gehen.[veraltet] (36° 59′ 50,1″ N, 25° 8′ 8,6″ W) Nicht weit davon befindet sich die RAEGE-Station mit einem Gravimeter, einem Seismographen, einem Accelerograph, einer 13,2-Meter Antenne für VLBI und GNSS Stationen.                        |
| Kourou, Französisch-Guayana                                             | KRU           | 150           |             | S, X  | S, X     |          | MASER-System zur Verfolgung von Flugbahnen von gestarteten Raketen, Überprüfung der Kommunikation mit Satelliten vor dem Start. Eine 1,3-Meter Antenne mit X-Band Empfänger dient als Trackinghilfe. Die Station hat eine unterbrechungsfreie Stromversorgung und Einrichtungen für GPS-TDAF, GESS (5° 15′ 3,6″ N, 52° 48′ 18″ W) Die Station Galliot der CNES befindet sich südlich von Kourou und unterstützt bei Raketenstarts.                                                                          |
| Malargüe, Argentinien                                                   | MLG (DSA 3)   | 350           | 2012        | X, Ka | X, K, Ka | K up     | Standort in 1550 m über dem Meeresspiegel, Höhe 40 m, Gewicht 610 t. Der Standort wurde bewusst auf der Südhalbkugel gewählt, weil auf der Nordhalbkugel bereits eine Vielzahl von großen Antennen bestehen.(35° 46′ 33,6″ S, 69° 23′ 52,8″ W) Malargüe ist auch Standort des Pierre-Auger-Observatoriums. |
| Malindi, Kenia                                                          | MAL-1         | 10            |             | S     | S, L, X  |          | Die Station Malindi wird am Broglio Space Center von der italienischen Raumfahrtagentur ASI betrieben und verfügt über eine 10-Meter Antenne, die bei Bedarf in der Startphase der Ariane-Raketen oder als Backup genutzt wird. Zum Start von James Webb trat die Antenne prominent in Erscheinung. 2° 59′ 45,5″ S, 40° 11′ 39,5″ O |
| Malindi, Kenia                                                          | MAL-X         | 2             | 2015        | X     | X        |          | Am Standort wurde für LISA Pathfinder von der ESA eine 2-Meter-Tracking-Antenne für X-Band eingerichtet. |

| Namensgebender Ort 1              | Bezeichnung | Durchmesser | Baujahr | Außerdienststellung | Up   | Down     | Option | 123456Erläuterungen123456 |
| --------------------------------- | ----------- | ----------- | ------- | ------------------- | ---- | -------- | ------ | --- |
| Fairbanks                         |             |             | 1967    | 1974                | VHF  | VHF      |        | Bodenstation der Vorgängerorganisation ESRO in Alaska. Wiederinbetriebnahme von 1975-1977. |
| Maspalomas, Afrika                |             | 15 m        |         | 2017                | S    | S, X     | X up   | Station auf Gran Canaria, Spanien (27° 45′ 46,8″ N, 15° 38′ 2,4″ W). 2017 wurde die Station an INTA übergeben, arbeitet aber weiterhin für ESA. |
| Ny-Alesund                        |             | 17 m 21 m   | 1967    | 1974                | VHF  | VHF      |        | Bodenstation der Vorgängerorganisation ESRO auf Spitzbergen. Die Station befand sich auf dem Gelände des heutigen Flugplatzes. Es gab eine Antenne nur zum Senden, während die andere nur zum Empfang genutzt wurde. Für Satelliten auf polaren Umlaufbahnen wird heute die Svalbard Satellite Station genutzt. |
| Odenwald, Deutschland             |             | 15 m 13,5 m | 1975    | 2002                | S    | S        |        | Auch bekannt unter dem Namen ESOC-Bodenstation Michelstadt. Aufgebaut 1975 und für Hipparcos und Meteosat genutzt. Die Anlage wurde 2002 an einen kommerziellen Satellitenbetreiber abgegeben. Nach Insolvenz ist die Anlage seit ca. 2010 außer Betrieb und in ruinösem Zustand. |
| Perth, Australien                 |             | 15 m        | 1987    | 2017                | S    | S, X     |        | Ursprünglich 1985 in Carnavon errichtet und dann 1987 nach Perth gebracht. Die Station in Perth wurde 2015 vom Netz genommen. Die Besiedelung kam der Antenne immer näher, damit entstanden zunehmende Probleme durch störende Funksignale, außerdem wurde die Betriebslizenz nicht weiter verlängert. Die Aufgaben wurden in New Norcia übernommen oder an kommerzielle Satellitenbetreiber nach Dongara abgegeben. Die Antenne selbst wurde an PT Space abgegeben und neben der Santa-Maria-Station auf den Azoren neu errichtet. Am Standort in Perth betreibt Telstra Landsdale eine Antennenstation für Telekommunikation, die auch die 15-m-Antenne betreute. (31° 48′ 10,8″ S, 115° 53′ 6″ O) |
| Port Stanley                      |             |             | 1967    | 1974                | VHF  | VHF      |        | Bodenstation der Vorgängerorganisation ESRO auf den Falklandinseln. |
| Villafranca del Castillo, Spanien | VIL-1       | 15 m        | 1975    | 2012                | S    | S        |        | VIL-1 wurde 1975 als erste Antenne des Netzwerks gebaut. Sie soll für Cooperation for Education in Science and Astronomy Research (CESAR) für Ausbildung von Studenten an europäischen Universitäten genutzt werden. (40° 26′ 24″ N, 3° 57′ 0″ W) |
| Villafranca del Castillo, Spanien | VIL-2       | 15 m        |         | 2017                | S    | S        |        | Villafranca ist mit entsprechenden Rechenkapazitäten Standort für das ESAC-Missionszentrum für verschiedene Missionen. Am 1. September 2017 wurde VIL-2 abgegeben an das National Institute of Aerospace Technology (INTA). Die Antenne bleibt Teil des ergänzenden Netzwerks, wenn die Kapazitäten der anderen Stationen nicht ausreichen. |
| Villafranca del Castillo, Spanien | VIL-4       | 12 m        |         | 2015                | C, X | C, X, Ka |        | Anfänglich für Betrieb im C-Band gebaut, dann für Technologietests für Empfang in X- und Ka-Band und Senden in X-Band genutzt, 2015 abgebaut. |

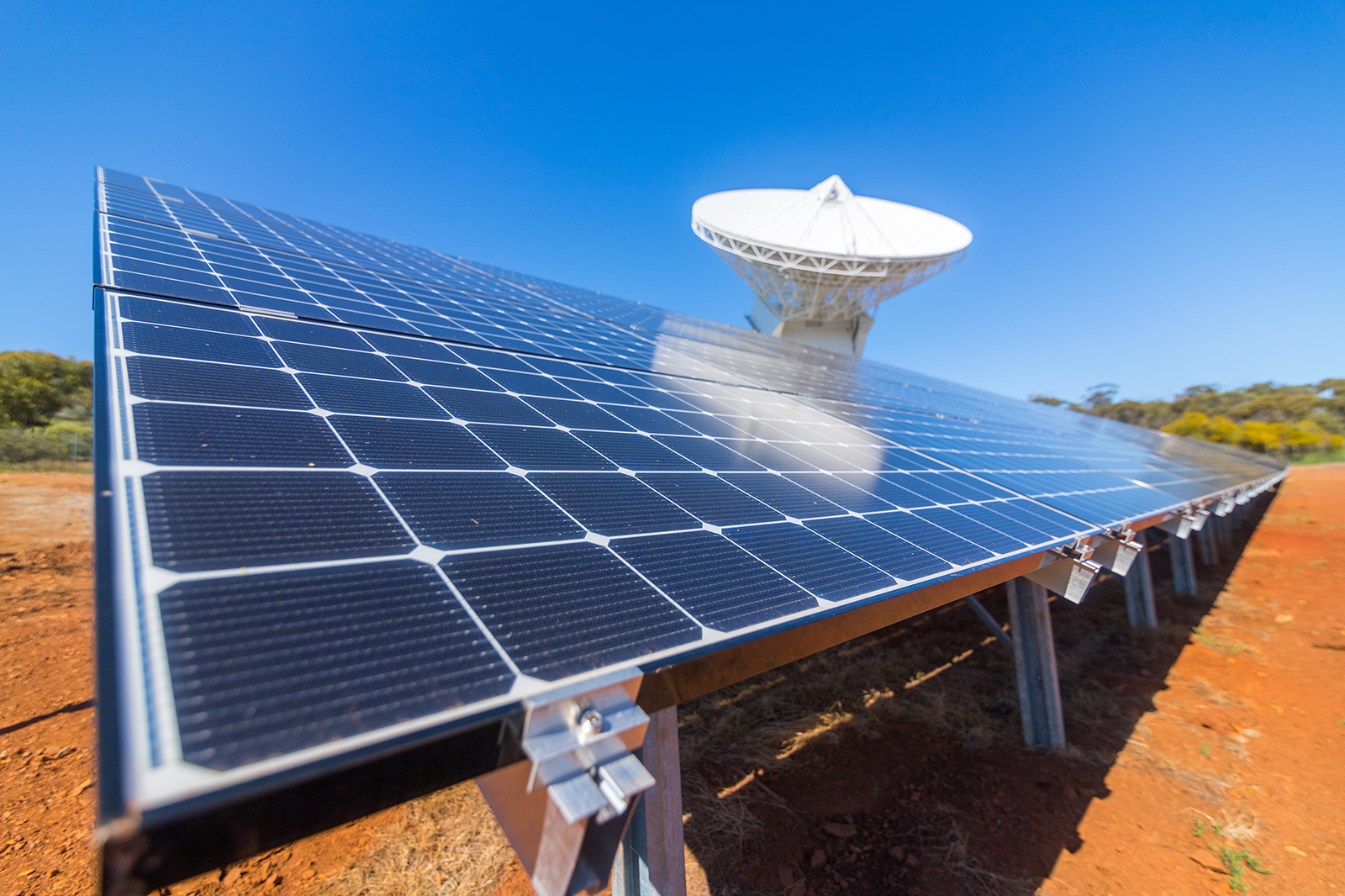
New Norcia hat einen Solargenerator
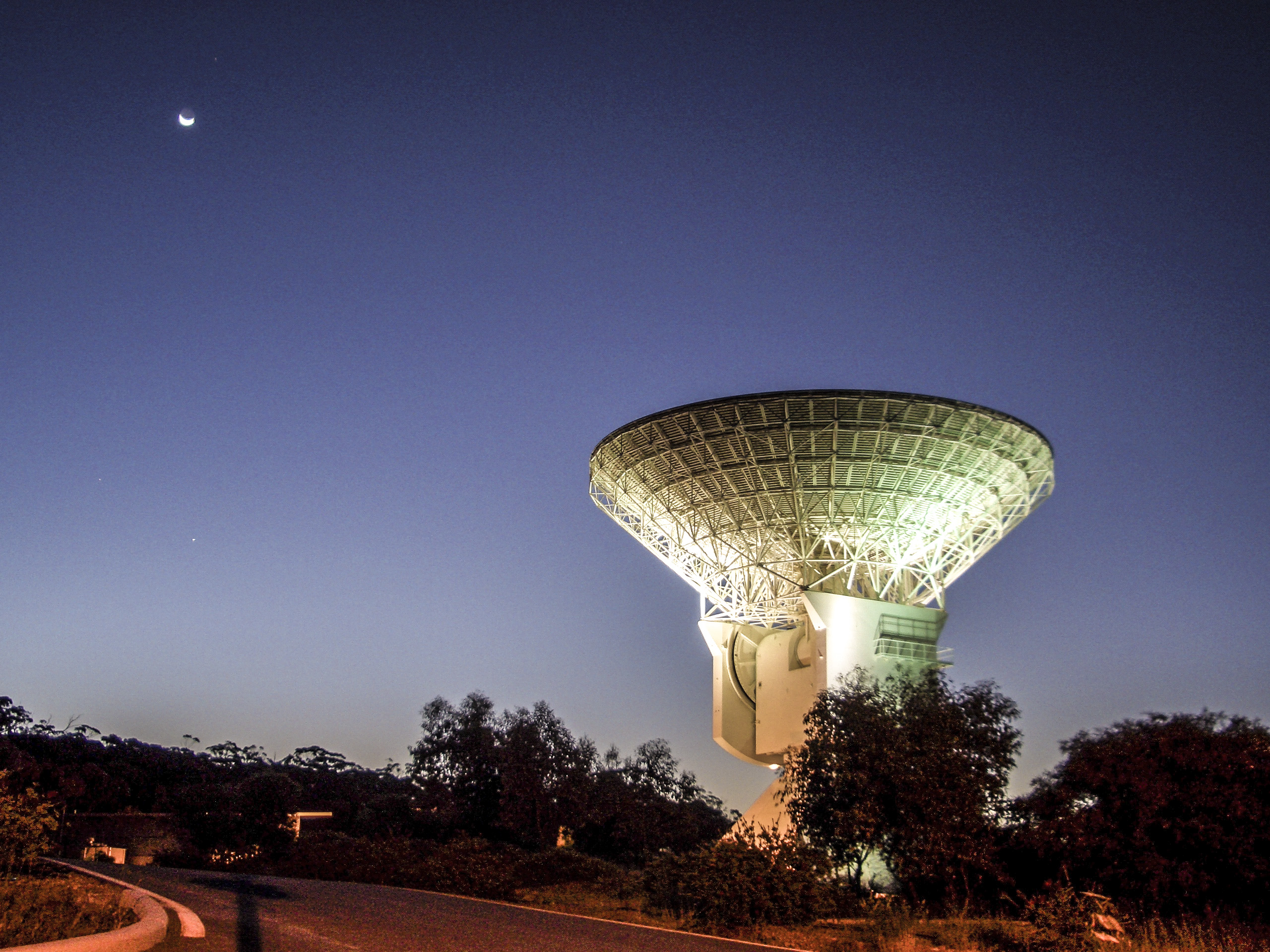
Hauptantenne von New Norcia
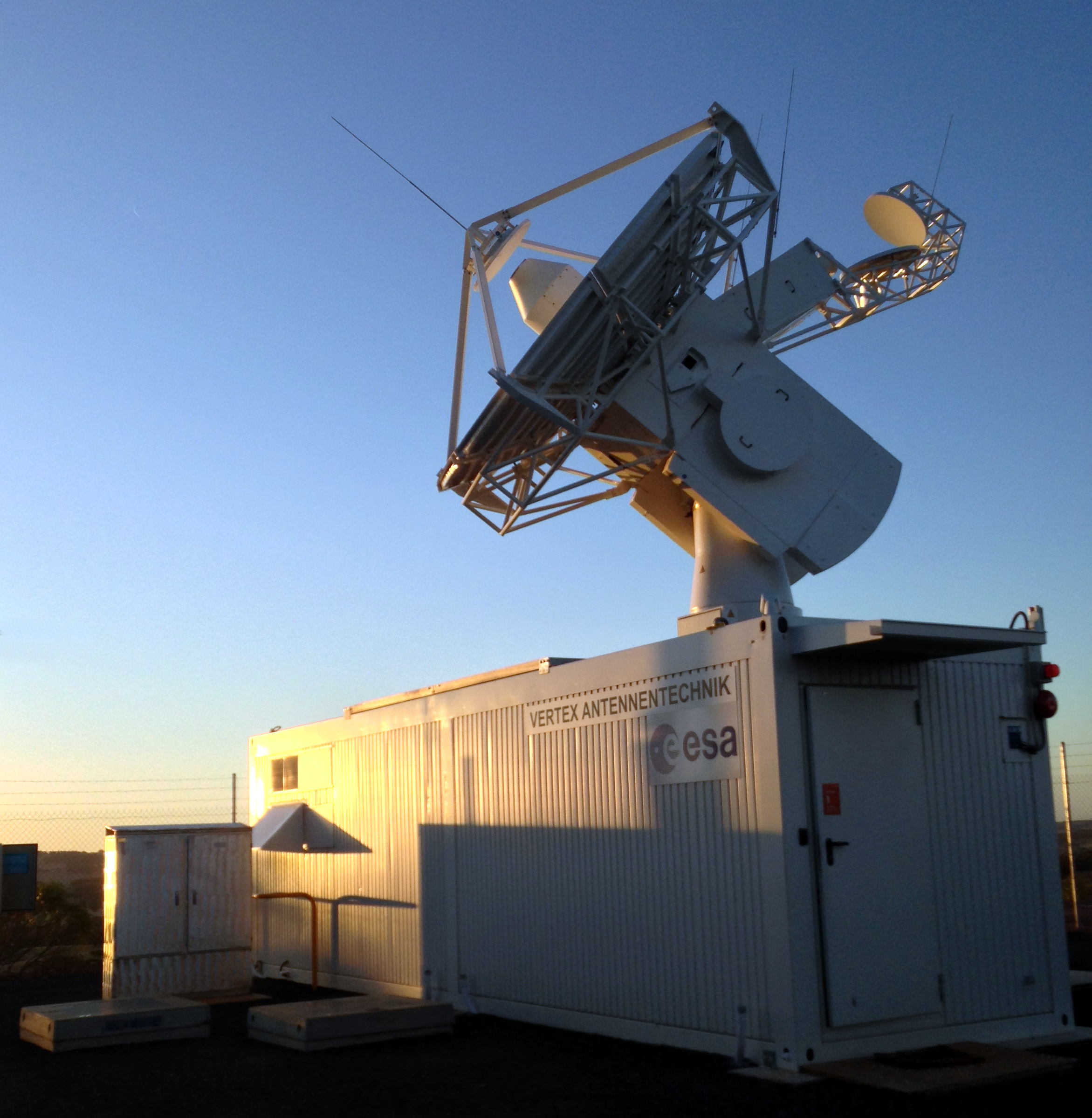
Die 4,5-Meter-Antenne für schnelles Tracking in New Norcia
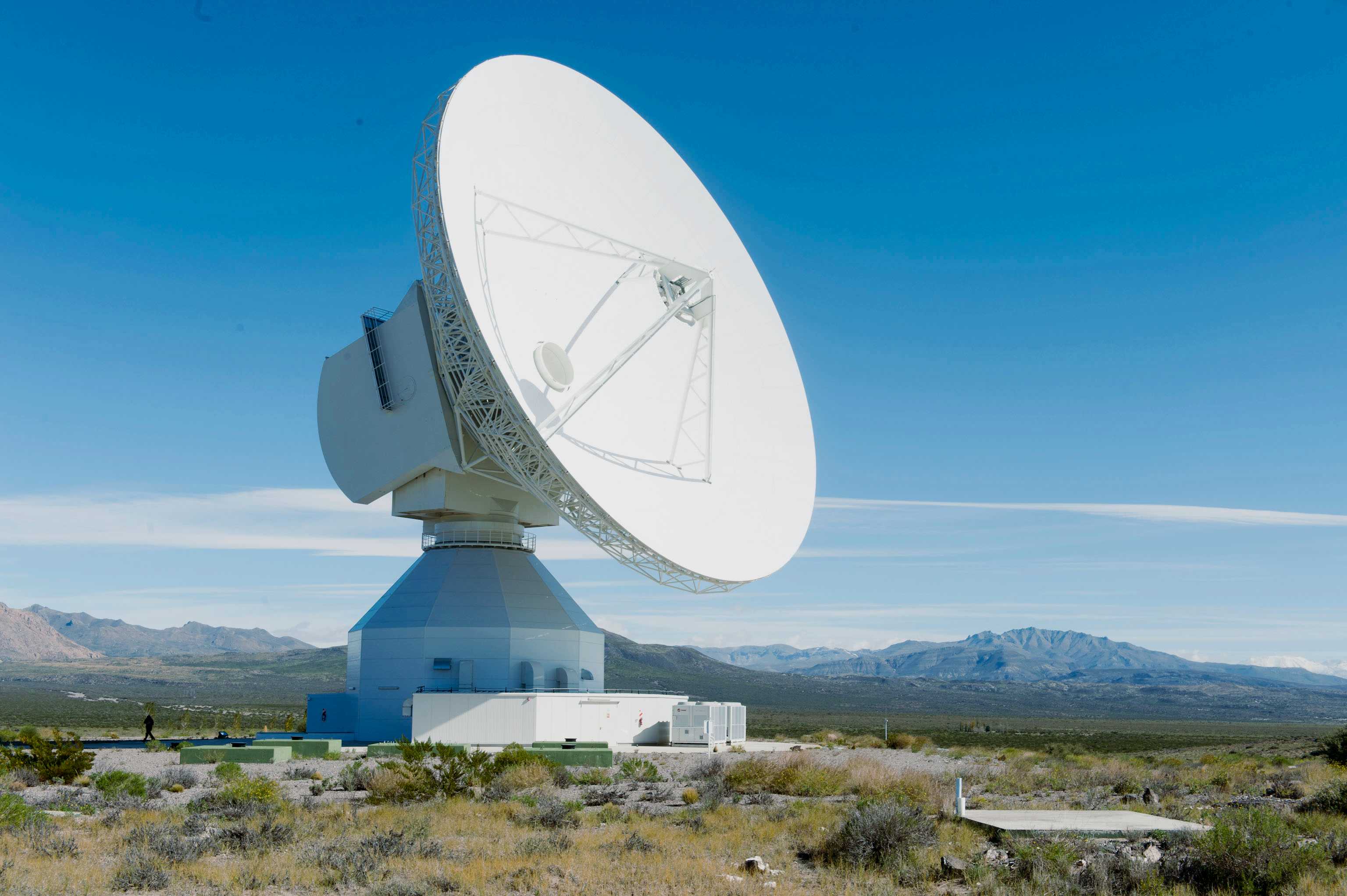
Malargüe Station DSA3

## Internationale Zusammenarbeit
ESTRACK teilt seine Kapazitäten mit anderen Raumfahrtorganisationen und Netzwerken, die ihrerseits wiederum Kapazitäten für ESA-Missionen bereitstellen. Solche Netzwerke sind z. B. ASI (Italien), CNES (Frankreich), DLR (Deutschland), das DSN der NASA, das Goddard Space Flight Zentrum, die 64-Meter-Antenne des Usuda Deep Space Centers, die 54-Meter-Antenne der Misasa Deep Space Station betrieben von JAXA (Japan) und das Telemetry, Tracking and Command Network (ISTRAC) der indischen Raumfahrtbehörde ISRO. ESTRACK unterstützte Missionen von China und Russland und die Landung von NASA-Rovern auf dem Mars.
Stationen, mit denen Abkommen zur Zusammenarbeit bestehen, befinden sich in Poker Flat, Goldstone, Madrid, Weilheim, Esrange, Hartebeesthoek, Malindi, Kerguelen, Usuda, Masuda, Canberra, Galliot (Frz. Guayana), Natal Tracking Station in Rio Grande do Norte (Brasilien), Libreville (Gabun), Ascension. Das Sardinia Radio Telescope mit 64 Metern Durchmesser ist in erster Linie eine wissenschaftliche Einrichtung, ist aber auch als Deep-Space-Empfangsstation ausgerüstet und zertifiziert und kann bei Bedarf in ESTRACK und DSN eingebunden werden.
ESTRACK kann Funktionen des DSN übernehmen oder umgekehrt. Beide Netzwerke können sich in Notfällen unterstützen, Antennen zusammenschalten und gegenseitig Daten austauschen. Ein Abkommen zur generellen gegenseitigen Unterstützung wurde zwischen NASA und ESA am 21. März 2007 abgeschlossen. Die Zusammenarbeit ermöglicht erhöhte Auslastung, gegenseitige Unterstützung in Notfällen und als Backup, mehr Flexibilität und Erweiterung der wissenschaftlichen Erträge für alle. Um die internationale Zusammenarbeit der Trackingeinrichtungen zu erleichtern, drängt die ESA auf Entwicklung und Anwendung von international anerkannten Standards zum Datenaustausch. Alle Anlagen entsprechen den Bestimmungen des CCSDS.
2019 liefen Tests zur Nutzung der 30-Meter-Antenne der Bodenstation Weilheim des DLR als zusätzliche Deep-Space-Antenne zur Erweiterung der Empfangskapazitäten. Die Technik müsste dazu modernisiert und ausgebaut werden, außerdem könnte die Antenne, die seit längerer Zeit nur noch Empfänger hat, wieder mit einem Sender ausgestattet werden. Die Anlage ist für Deep-Space-Kommunikation konstruiert und dafür zertifiziert und wurde in der Vergangenheit bereits zur Unterstützung von diversen Deep-Space-Missionen genutzt.
Am 30. Juli 2021 unterzeichnete ISRO ein Abkommen mit ESA zur gegenseitigen Unterstützung in missionskritischen Situationen für ausgewählte Weltraummissionen, beispielsweise für die LEOP nach Raketenstarts, das Einschwenken in eine Umlaufbahn oder eine Landung auf einem Himmelskörper. Das Abkommen unterstützt den Austausch von Navigationsdaten, Unterstützung im Missionsbetrieb und die Weiterleitung von Daten. Gelegenheiten zur Umsetzung des Abkommens bestehen in den Missionen der ISRO mit dem bemannten Raumfahrtprogramm Gaganyaan, der Mondmission Chandrayaan-3 und Aditya-L1 zur Erforschung der Sonne. Im Gegenzug kann ESA die Trackingstationen der ISTRAC und die Deep Space Station des IDSN in Byalalu bei Bangalore für eigene Missionen nutzen.

## Ergänzendes Netzwerk
Neben den ESA-eigenen Antennen und den Abkommen zur gegenseitigen Nutzung von Antennenstationen mit anderen Weltraumagenturen gibt es noch ein ergänzendes Netzwerk von kommerziellen Satellitenstationen, die über Verträge Dienste für das Netzwerk bereitstellen. Diese Antennen werden für gewöhnlich von diversen nationalen Raumfahrtagenturen oder Telekommunikationsgesellschaften betrieben. Diese Stationen werden hauptsächlich während der LEOP-Phase nach Raketenstarts genutzt, wenn das bestehende Netz nicht ausreicht und sind für Satelliten, die Bahnen über die Pole haben. Diese Stationen werden zu anderen Zeiten von kommerziellen Satellitenbetreibern und anderen Weltraumagenturen genutzt.
- Dongara Station in West-Australien (war zwischenzeitlich Ersatz für die Station in Perth)
- Santiago de Chile in Zusammenarbeit mit dem Raumforschungszentrum der Universität von Chile, betrieben durch SSC Chile
- South Point Station bei Kailua-Kona auf Hawaii, betrieben durch Universal Space Network
- Svalbard Station bei Longyearbyen, Spitzbergen, betrieben durch Kongsberg Satellite Services AS (KSAT)
- Troll Satellite Station in der Antarktis, betrieben durch KSAT
- Goonhilly Satellite Earth Station, betrieben durch Goonhilly Earth Station Ltd.